# Sidi Abdelmoumen (Algeria)
Sidi Abdelmoumen è un comune dell'Algeria, situato nella provincia di Mascara.